# Camille Chamoun
Camille Nimr Chamoun (كميل نمر شمعون, Kamīl Sham'ūn) (Deir El Qamar, 3 de abril de 1900 — Beirute, 7 de agosto de 1987) foi presidente do Líbano entre 1952 e 1958, líder cristão maronita durante a Guerra Civil do Líbano e criador do Partido Nacional Liberal além de auxiliar na fundação da Frente Libanesa durante a Guerra Civil.
Chamoun mantinha um governo pró-ocidente em um Oriente Médio dividido pelos efeitos da Guerra fria. A oposição vinha crescendo consideravelmente e teve seu ápice após o presidente declarar apoio aos britânicos e aos franceses na Crise de Suez em 1956, levando a indignação dos nacionalistas árabes simpatizantes de Gamal Abdel Nasser no país, resultando na Crise do Líbano de 1958. Os Estados Unidos tiveram que interferir no país para assegurar o término de seu mandato sem interrupções.
Devido à sua baixa popularidade com a parcela muçulmana da população, Chamoun deu espaço a Fuad Chehab, trazendo assim um clima de prosperidade para o país.